# Sankt Lukas Sogn (Frederiksberg Kommune)
Sankt Lukas Sogn 

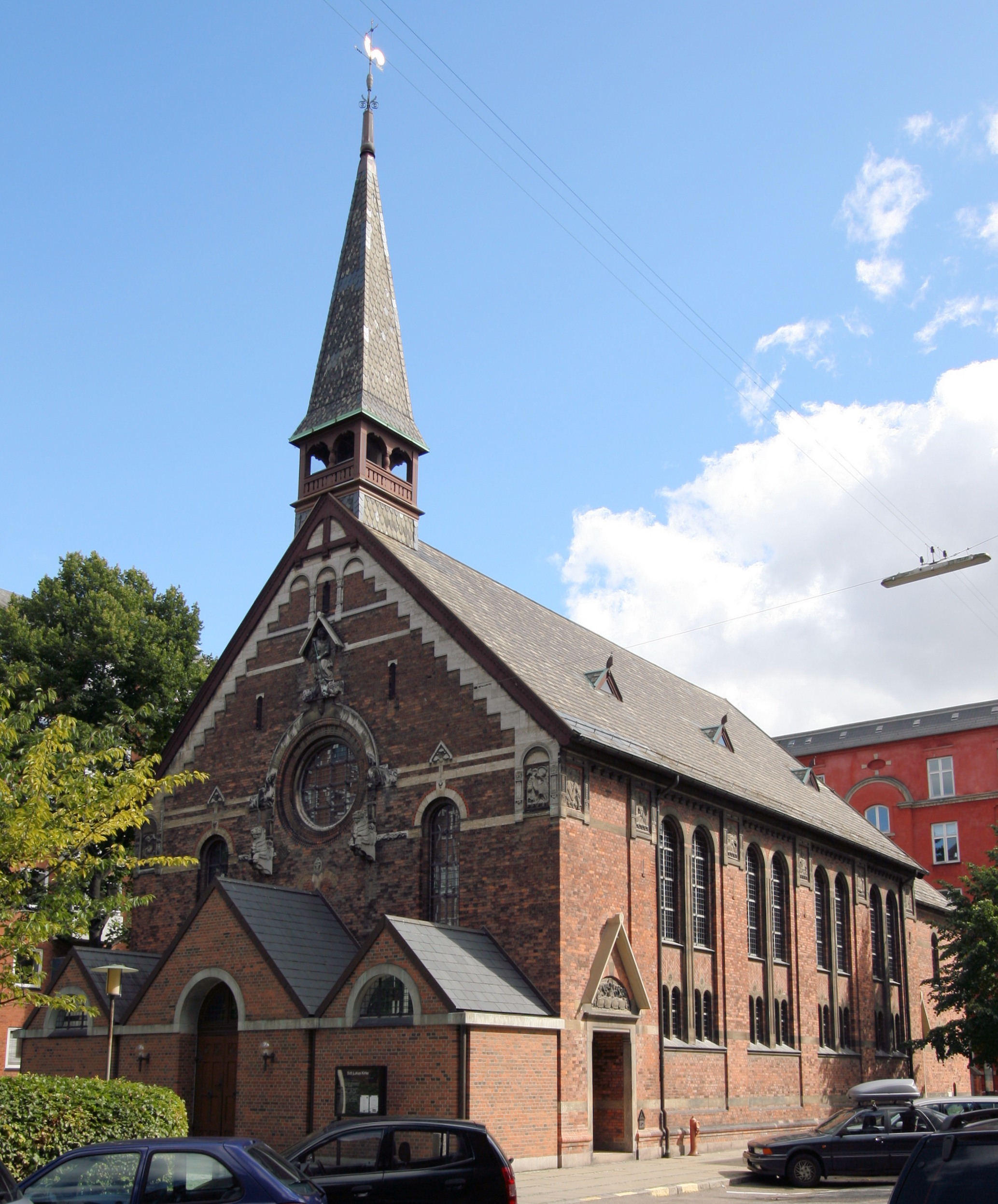
Sankt Lukas Kirke

ist eine Kirchspielsgemeinde (dän.: Sogn) in der Stadt Frederiksberg
im Nordosten der dänischen Insel Sjælland.
Bis 1970 gehörte sie zur Harde Sokkelund Herred im damaligen Københavns Amt, danach zur amtsfreien Frederiksberg Kommune, die im Zuge der  Kommunalreform zum 1. Januar 2007 Teil der Region Hovedstaden geworden ist.
Von den 104.664 Einwohnern von Frederiksberg leben 6985 im Kirchspiel Sankt Lukas (Stand: 1. Januar 2023). Im Kirchspiel liegt die Kirche „Sankt Lukas Kirke“.
Nachbargemeinden sind im Norden Mariendals Sogn, im Nordosten Sankt Thomas Sogn, im Süden Solbjerg Sogn und im Westen Godthaabs Sogn.